# Gustav Genschow & Co
Die Gustav Genschow & Co (auch bekannt als GeCo) ist ein ehemaliges Unternehmen mit Sitz in Berlin, das 1906 gegründet wurde, und auf die Herstellung von Munition spezialisiert war. Heute ist GECO eine Marke der RWS GmbH.

## Geschichte

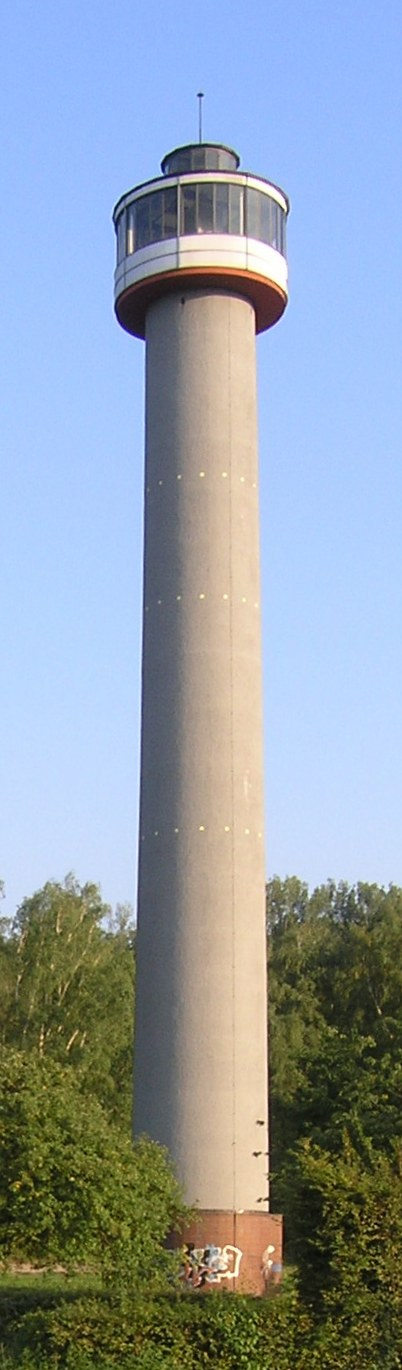
Zündhütle

Das Unternehmen ging aus dem 1898 vom Munitionsfabrikant Ernst Schreiner gegründeten Unternehmen Badische Sprengkapsel-, Zündhütchen- und Munitionsfabrik Ernst Schreiner hervor, der das Unternehmen 1903 an Gustav Genschow verkaufte. Genschow legte diese mit der Badischen Schrot- und Gewehrpfropfenfabrik GmbH aus Durlach zusammen. Aus den beiden Unternehmen entstand die Badische Munitionsfabrik GmbH, welches 1906 in die Gustav Genschow & Co (GECO) eingegliedert wurde. 1907 wurde die Rechtsform des Unternehmens aufgrund des erhöhten Kapitalbedarfs verändert und eine Aktiengesellschaft mit Sitz in Berlin gegründet. Bereits ein Jahr zuvor war in Köln die erste Zweigniederlassung des Unternehmens eröffnet worden. 1912 folgte die Gründung einer Tochtergesellschaft in Wien.
Im Laufe des Ersten Weltkrieges expandierte das Unternehmen durch den Munitionsbedarf der Armee, die Belegschaft wuchs von 178 auf rund 700 Mitarbeiter an. Durch die stark reduzierte Nachfrage nach dem Krieg konnte Genschow sich mit der Herstellung von Jagdwaffen sowie Jagd- und Sportmunition über Wasser halten. Durch Errichtung einer entsprechenden Fabrik in Altstadt-Hachenburg erweiterte das Unternehmen 1922 sein Angebot um Segeltuch- und Lederwaren für Jagd- und Sportzwecke. In den 1920er Jahren gründete GECO zudem in Argentinien, Brasilien und Chile  Auslandstöchter für den Vertrieb.
Erst mit der beginnenden Remilitarisierung durch die Nationalsozialisten und dem Ausbruch des Zweiten Weltkrieges gelang jedoch der unternehmerische Aufschwung und die GECO konnte zu einem bedeutenden Rüstungsunternehmen heranwachsen. Zeitweilig waren dort bis zu 950 Arbeitskräfte beschäftigt, von denen bis zu 40 Prozent Zwangsarbeiter waren.
Nach dem Ende des Krieges wurden aufgrund des alliierten Verbots zur Herstellung von Waffen und Munition zeitweilig Landmaschinen hergestellt. Das änderte sich bereits 1951, als man zur Herstellung von Munition zurückkehren konnte. Ab 1953 begann die Firma erneut mit der Herstellung von Bleischrot. Dafür wurde ein 40 Meter hoher Schrotturm errichtet. Er erhielt den Namen Zündhütle und ist das einzig noch verbliebene und inzwischen denkmalgeschützte Gebäude. Im Jahr 1963 wurde Gustav Genschow & Co durch die Dynamit Nobel AG übernommen. Seit 1966/1967 führte Dynamit Nobel die Marken GECO ebenso wie die Schwestermarken Rottweil und RWS. 1972 ging die GECO-Schrotherstellung von Karlsruhe nach Fürth.
2002 kaufte das Schweizer Unternehmen RUAG den Kleinkaliberbereich von Dynamit Nobel und strukturierte diesen und seine eigene Munitionssparte als RUAG Ammotec. Der deutsche Teil des Unternehmens firmierte dabei als RUAG Ammotec GmbH. 2022 erwarb Beretta das Eigentum an Ammotec mit allen Marken. Die RUAG Ammotec GmbH nahm den Traditionsnamen RWS an.

## Marke

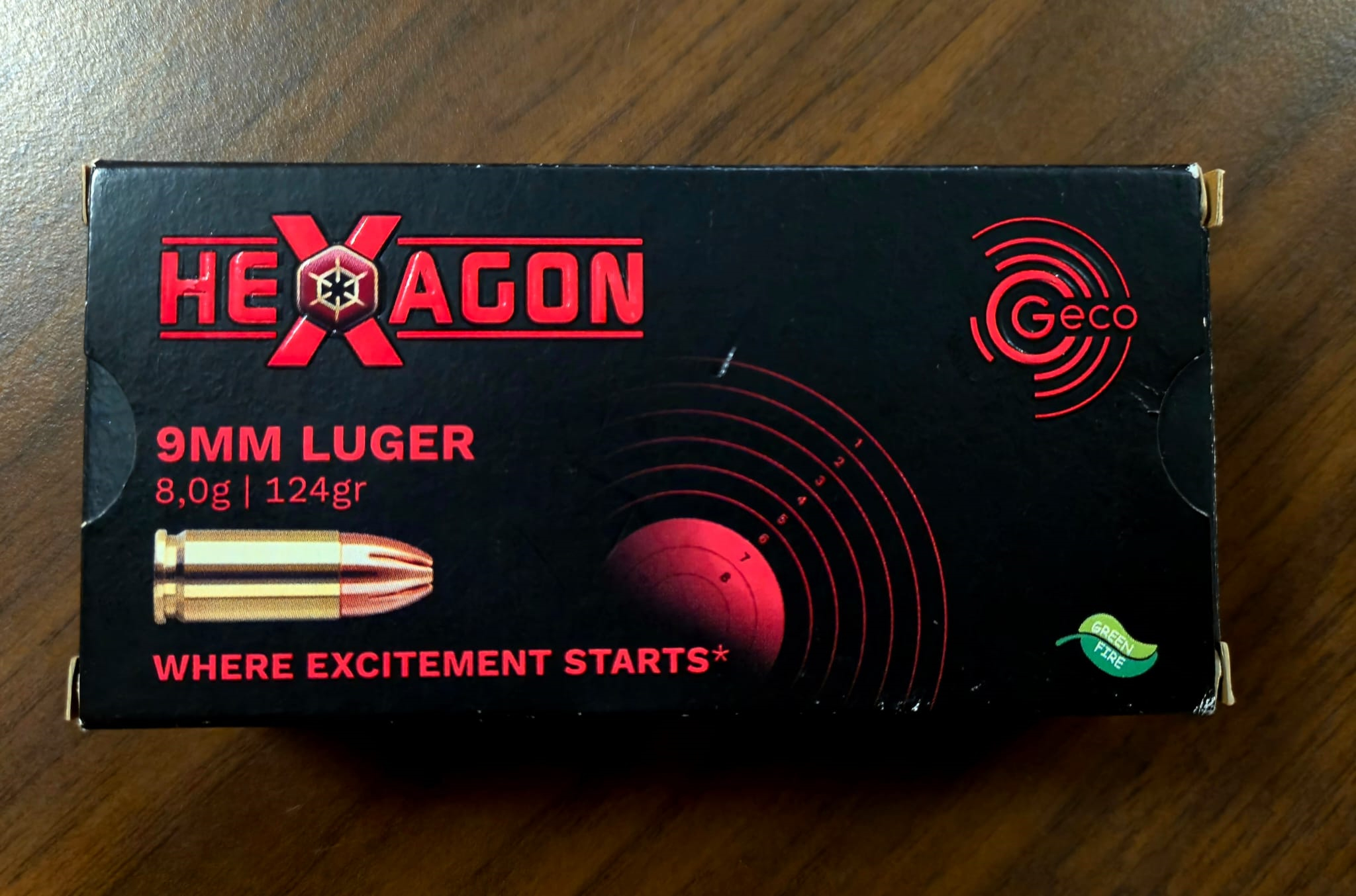
HEXAGON 9mm Luger Munition
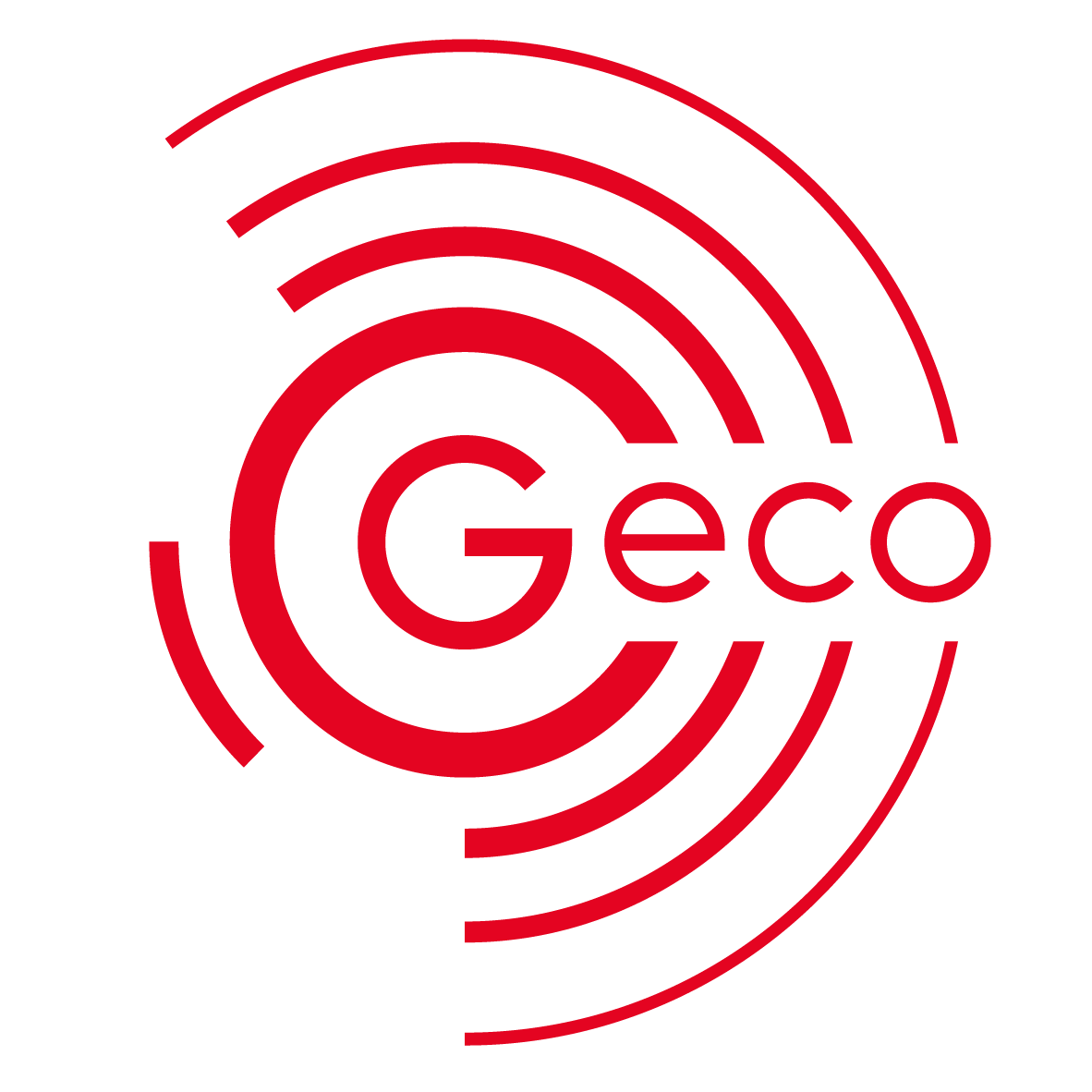
Logo (2024)
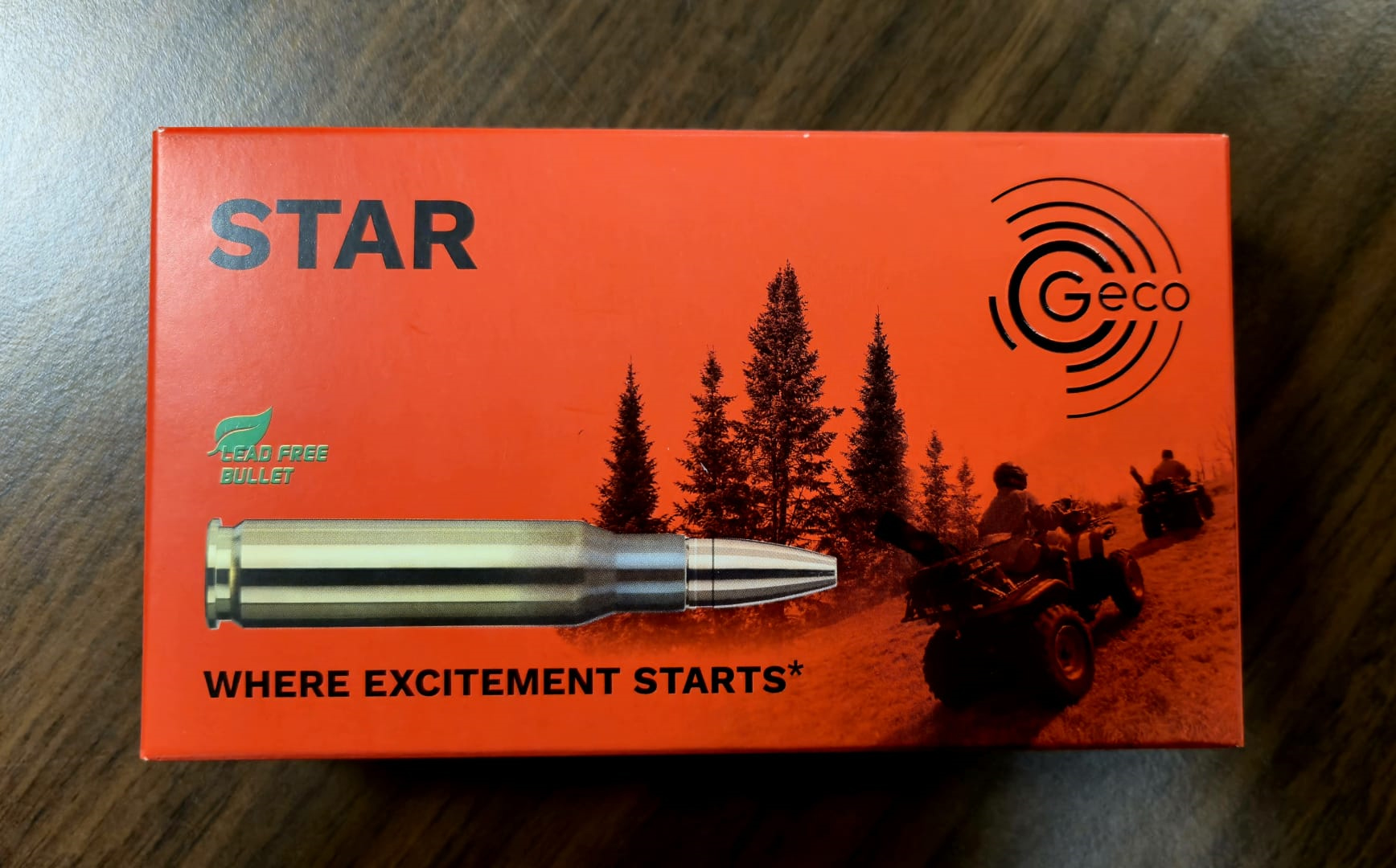
STAR Munition

Das Unternehmen RWS setzt GECO als Marke ein. Mit ihr werden Jagd- und Sportmunition für Büchsen, für Pistolen, für Revolver, für Luftgewehre sowie Wiederladekomponenten angeboten.

## Einsatz im Spitzensport
Der Hersteller fördert mit der Marke GECO Wettkämpfe und Sportschützen. So war GECO bei den IPSC-Europameisterschaften mehrfach die offizielle Munition. Zu den Sportlern, die gefördert werden, zählen zum Beispiel Patrick Kummer oder Sascha Back.